# Port lotniczy Batangafo
Port lotniczy Batangafo – port lotniczy zlokalizowany w Batangafo, w Republice Środkowoafrykańskiej.